# Factor g de inteligencia
El factor g (también conocido como factor general de inteligencia) es un constructo desarrollado en investigaciones psicométricas sobre las habilidades cognitivas y la inteligencia humana. Es una variable que condensa diversas correlaciones positivas entre distintas tareas cognitivas y que demuestra que dos individuos pueden compararse partiendo del cómo se desenvuelven en cualquier tipo de tarea cognitiva, incluso siendo esta distinta para cada uno. En los tests de inteligencia el factor g suele suponer entre el 40 y el 50% de las diferencias entre individuos, por lo que es habitual que las puntuaciones obtenidas en estos sean contempladas como estimaciones de un “estatus intelectual” de los individuos sustentado en el factor g.

## Historia
Su existencia fue propuesta por primera vez por el psicólogo inglés Charles Spearman a comienzos del siglo XX, a raíz de sus estudios publicados en 1904 (General intelligence, objectivelly determined and measured), que indicaban que los resultados académicos mostraban una correlación positiva con las pruebas de discriminación perceptiva (concretamente de tipo visual, auditiva y táctil), trabajo considerado por muchos autores como la base del estudio de la inteligencia en la Psicología Diferencial.
Partiendo de sus investigaciones, Spearman observó que diversas mediciones de la capacidad de los niños para asignaturas aparentemente no relacionadas entre sí se hallaban correlacionadas positivamente, además de que se podía establecer una relación jerárquica entre ellas.  
De este modo, concluyó que esas correlaciones reflejaban la influencia de una habilidad mental general subyacente en los resultados de toda clase de tests mentales. Además, sugirió que el rendimiento mental podía ser conceptualizado en términos de un factor de habilidad general, al cual llamó “g” y de un amplio número de pequeños factores de habilidades concretas para una determinada tarea.
A pesar de que su existencia ha sido cuestionada por diversos autores, las evidencias empíricas más recientes constatan que esta es sólida, hasta el punto de ser uno de los constructos más aceptados por los investigadores. 
A Spearman se le ha de reconocer, por tanto, la formulación de un modelo empírico de la inteligencia y el diseño de una metodología de análisis de los datos, plenamente vigentes en la actualidad y que han influido en numerosos investigadores de la inteligencia y de otros campos.

## Análisis de factores y modelo bifactorial
La razón por la cual Spearman pudo llegar al factor g fue gracias al análisis factorial, procedimiento estadístico que creó junto con Louis Leon Thurstone y que forma parte de las técnicas matemáticas empleadas para representar correlaciones entre tests de inteligencia. 
Mediante él se puede agrupar la variación de un determinado grupo de variables observables en un conjunto de variables latentes (no observables) denominadas dimensiones, componentes o factores,
Su objetivo, por tanto, es simplificar la matriz de correlaciones empleando factores hipotéticos subyacentes para explicar los patrones en ella. Cuando las correlaciones de la matriz son positivas (como es el caso de las del CI), el análisis factorial generará un factor común a todos los tests, que en el caso de los de CI será el factor g.
En un principio, Spearman formuló un modelo de inteligencia en el cual las variaciones en las puntuaciones de los tests de inteligencia eran explicadas por dos tipos de variables:  
- En primer lugar, los factores especifícos para cada test (llamados "s").
- En segundo lugar, un factor g que tiene en cuenta las correlaciones positivas entre tests.

Este modelo se conoce como el modelo bifactorial de Spearman, e influirá en modelos factoriales posteriores, como el de Cattell o el de Carroll. 

## Tests cognitivos
Los tests cognitivos están diseñados para medir diversos aspectos de la cognición, siendo áreas específicas de su medición la habilidad lógico-matemática, la fluidez verbal, la visión espacial, o la memoria entre otras. 
Spearman fue el primero en observar que los individuos que sobresalían en un determinado tipo de test tendían a tener un excelente resultado en otros, así como que aquellos que lo hacían peor en uno tendían a su vez a hacerlo también mal en el resto, independientemente del contenido de los tests.
Este descubrimiento ha sido corroborado numerosas veces, ya que a pesar de las amplias diferencias en los contenidos de los tests, siempre se han encontrado correlaciones positivas en las matrices de sus resultados, llegando a ser descrito como “el resultado más constatado en la historia de la psicología” 

## La Ley de Spearman de Rendimientos Decrecientes
La Ley de Spearman de Rendimientos Decrecientes, o de Retornos Decrecientes (Spearman's Law of Diminishing Returns, SLODR), fue originalmente propuesta por Charles Spearman en 1927 y sostiene que el peso del factor g tiende a disiparse conforme el nivel de habilidad cognitiva aumenta.
Esta afirmación la hizo sobre la base de la observación de los resultados de los tests de inteligencia en niños y adultos. Por ejemplo, los niños considerados normales presentaban una correlación media de .466 en 12 tests de habilidades cognitivas, mientras los niños con mayores dificultades presentaban una del .782.
Diversos investigadores han corroborado esta ley a lo largo de los años, a pesar de que la literatura muestre también resultados inconsistentes.
Según posturas que pueden leerse en investigaciones recientes, esta teoría ha perdido vigencia, debido a que los métodos tradicionales de medición arrojan datos que no se corresponden con los que se obtendrían con los actuales -entre otras razones, por el establecimiento de un punto de división entre un grupo normal y uno no normal sobre la base de un valor arbitrario- .
Un estudio metaanalítico ha provisto sustento a esta ley. Según el mismo, por un lado, el factor g disminuye conforme aumenta el CI y, por el otro, aumenta entre edades medias y avanzadas. Dicho estudio afirma que la correlación media esperada para muestras mayores que otras en dos desvíos estándar de CI medio (es decir, mayores en 30CI) decrece en aproximadamente .15 puntos.

## Teorías sobre su posible origen
A pesar de que la existencia de g como una regularidad estadística es un hecho innegable y ampliamente aceptado entre los expertos, no hay consenso sobre lo que causa las correlaciones positivas que le dan lugar.
Se han dado varias explicaciones:
- Energía mental o eficiencia: Charles Spearman llegó a la conclusión de que las correlaciones en sus tests reflejaban la influencia de un factor causal común, una habilidad mental general que se veía implicada en la ejecución de toda clase de tareas cognitivas, el ya mencionado factor g. Su hipótesis es que g era equivalente a "energía mental". Si bien es cierto que Spearman se mantuvo siempre agnóstico respecto a la naturaleza de la misma, lo hizo con la esperanza de que en un futuro se diera a conocer la naturaleza fisiológica exacta de este factor.[14]

- Teoría del muestreo: La llamada teoría de muestreo, originalmente desarrollada por by E.L. Thorndike y Godfrey Thomson, propone que la existencia de las correlaciones positivas que dan lugar a g pueden ser explicadas sin referencia a una capacidad unitaria subyacente. De acuerdo a esta teoría, hay un número de procesos mentales no relacionados entre sí, y todos los tests obtienen diferentes muestras de estos procesos.El problema aparecería cuando los tests, debido a su incapacidad de medir capacidades con un mayor grado de precisión, generarían correlaciones.[4][14][15] Estadísticamente, ha sido demostrado que el modelo de Spearman de g y el modelo de muestreo no son distinguibles entre sí, ya que ambos son igualmente capaces de generar correlaciones entre tests.[16] La teoría del muestreo es también consistente con la observación de que las tareas más complejas mentalmente tienen más carga en el factor g, ya que generalmente esperamos que las tareas más complejas involucren un mayor rango de elementos neurales, y que por tanto tenga mucho en común con otras tareas.[14] Algunos investigadores creen que el modelo de muestro invalida a g como un concepto psicológico, ya que el modelo sugiere que los factores de g derivados de diferentes baterías de tests simplemente reflejan los elementos compartidos de los propios tests en cada batería en lugar de un factor g común a todos ellos. Del mismo modo, las altas correlaciones que se han hallado entre distintas baterías podrían ser debidas a que estas miden el mismo conjunto de habilidades, en lugar de medir la misma habilidad.[17] Los detractores de esta teoría sostienen que esta teoría es incongruente con ciertas evidencias empíricas. Según la teoría del muestreo, tal vez lo esperado es que los tests cognitivos más cercanos entre sí se hallen altamente correlacionados, mientras que aquellos que no tengan nada que ver no. Sin embargo, es bien sabido que los tests de retención numérica “backward” y “forward” (Forward es recordar una secuencia de números en el orden de izquierda a derecha, y backward de derecha a izquierda) se hallan más bien poco correlacionados, mientras que otros completamente diferentes entre sí, como pueden ser los tests de vocabulario y las matrices de Raven, se hallan altamente relacionados. Otra problemática que encuentra la teoría del muestreo es que el daño cerebral a menudo lleva a desórdenes cognitivos concretos en lugar de un desorden general, que tal vez es lo que cabría esperar según esta teoría.[18][14]

- Mutualismo: El modelo mutualista de g propone que los procesos cognitivos no se hallan relacionados inicialmente, ya que conforme se va dando el desarrollo individual, las correlaciones positivas van surgiendo. Por tanto, no hay un solo proceso o capacidad subyacente a las correlaciones positivas entre tests. Lo que sostiene la teoría es que durante el desarrollo cualquier proceso particularmente eficiente beneficiará a otros procesos, con el resultado de que estos a su vez acabarán estando correlacionados con otro. Esto sería debido a que se van generando relaciones beneficiosas mutuas entre procesos cognitivos. De este modo, los altos grados de coeficiente intelectual en determinadas personas podrían derivar a partir de unos puntos de partida bastante distintos.[19][20] Los detractores de esta teoría han argumentado que las correlaciones observadas entre la capacidad de medición de g y los coeficientes de heredabilidad de los subtests son un problema con el que esta teoría tiene que lidiar.[21]